# Bon Entendeur
Bon Entendeur est un collectif musical d'electro français, formé en 2012 par Arnaud Bonet. Le collectif est géré par trois amis, Nicolas Boisseleau, Arnaud Bonet et Pierre Della Monica. Bon Entendeur est devenu connu en partageant en ligne des remix mêlant sample de voix connues et musiques contemporaines. Le collectif a lancé son propre label de musique indépendant BE Records en 2020.

## Historique

### Lancement
En 2012, Arnaud Bonet lance le projet Bon Entendeur rapidement rejoint par son ami Pierre Della Monica qu'il connait depuis 2005. Les deux Aixois créent un premier site internet et une page Facebook où ils partagent des mixtapes mensuelles éclectiques de musiques électroniques.
En septembre 2013, ils publient sur SoundCloud la mixtape Rendez-Vous qui superpose une interview de Dominique Strauss-Kahn avec des beats electro/hip-hop. Celle-ci cumule plusieurs centaines de milliers d'écoutes et motive les deux amis à se concentrer sur ce format musical,. Nicolas Boisseleau, le grand-frère d'un de leurs amis, intègre par la suite le collectif.

### Développement et concerts
En décembre 2013, après la publication de quatre mixtapes, le groupe constate que son audience commence à croître de manière exponentielle. Le mois suivant, en janvier 2014, le groupe adopte une charte graphique et renforce sa présence sur les réseaux sociaux. Les trois amis produisent une nouvelle mixtape tous les mois, chacune durant une heure environ et se focalisant chaque fois sur une personnalité française différente : Charles de Gaulle, France Gall, Reda Kateb, Audrey Tautou, Omar Sy, Catherine Deneuve, Jean Dujardin, Nathalie Baye, Jean Reno… Bon Entendeur commence à se produire en live lors de DJ sets et de festivals de musique (Big Festival, La Clairière, Calvi On The Rocks…). La même année, le groupe réalise son premier concert au Bataclan lors de la soirée Nuit Sauvage.
Devant le succès du Rendez-vous (800 000 écoutes), le trio multiplie les mixtapes mettant à l'honneur des personnalités francophones devenues depuis leur signature. Les mixtapes comme L'Amour, Cluzet (1,2 million d'écoutes sur SoundCloud) ou encore Une aventure, Jean Dujardin renforcent la notoriété du groupe.
À partir de 2015, Bon Entendeur effectue ses propres enregistrements vocaux au lieu d'aller piocher dans les archives. En 2016, Bon Entendeur organise sa première tournée estivale.  
Le groupe sort Le Temps est bon, son premier morceau qui ne contient pas de voix apposée sur des remixes, et dont le clip vidéo est réalisé par Alice Kong. Fin 2019, le groupe se produit à l'Olympia. Le 23 juin 2017, il se produit au festival Solidays à Paris. La même année, il participe notamment au festival Panoramas à Morlaix, au Printemps de Bourges, à Calvi on the Rocks en Corse et au festival la Magnifique Society à Reims. En 2020, Bon Entendeur lance son propre label musical, BE Records, qui sort la compilation 001. La même année, le groupe est à l'affiche au Zénith de Paris et organise une tournée en Amérique du Nord. Selon le collectif, l'été 2022 représente la plus importante tournée du groupe avec plus d'une cinquantaine de dates pour la saison. Le groupe prévoit plusieurs dates durant l'année 2023 en Amérique du Nord et en Europe.

### Albums
En avril 2018, Bon Entendeur signe avec Columbia/Sony Music France, puis en juin 2019, le trio sort son premier album, Aller-retour, dans lequel sont remixés de nombreux titres musicaux des années 1960 et 1970,. En 2020, Bon Entendeur travaille avec Bigflo et Oli. Ils sortent le single Coup de blues / Soleil chez Golden Child/Polydor. En septembre 2020, les mixtapes du groupe cumulent 120 millions d'écoutes. En 2021, Bon Entendeur sort son deuxième album, Minuit, dans lequel le groupe élargit sa sélection à quelques morceaux de musique internationaux, et organise une tournée de 40 dates dans toute la France. En 2024 sort leur troisième album Rivages.

### Polémique autour du morceauLe Temps est bon
En 2017, le trio produit ses propres remix de chansons issues du patrimoine francophone. Leur remix d’Isabelle Pierre de 2018, Le Temps est bon, cumule des millions d’écoutes. Cependant, ce succès remet aussi en lumière un remix plus ancien de Degiheugi que le collectif connaissait avant la sortie du leur,,. Sony, le label du collectif, rachète alors les droits à Isabelle Pierre, obligeant Degiheugi à retirer son morceau des plateformes musicales. La presse spécialisée évoque alors un possible plagiat entre l'artiste et le collectif, ce que dément Nicolas Boisseau en précisant n'avoir voulu que se réapproprier le morceau de l'artiste québécoise et décidé de faire les « choses dans les règles ».

## Style musical
Le style musical du groupe est qualifié d'électro-chill et agrémenté de beats disco, funk et hip-hop. La signature de Bon Entendeur réside dans le collage de voix mythiques de la francophonie sur des remixes de musiques contemporaines, des « voyages musicaux qui dépoussièrent le patrimoine sonore français en le raccordant à des codes modernes »,. Le groupe est souvent associé au mouvement de la nouvelle French touch ou Frenc touch 2.0,,.
Le groupe déniche les extraits vocaux sur INA, Youtube et Radioscopie, ou les enregistre directement lors de rencontres avec ces personnalités (MC Solaar, Oxmo Puccino, Richard Bohringer, Frédéric Beigbeder, Pierre Niney. Tous les membres du groupe sont mis à contribution pour dégoter les extraits vocaux et voter sur les extraits qui seront utilisés. Pierre Della Monica est ensuite chargé du montage,. Si un chanteur est sélectionné pour un morceau, le groupe écoute toute sa discographie. Si c'est un acteur, le groupe visionne sa filmographie dans son intégralité. Pour l'élaboration du titre Le Temps de L'Amour, Françoise Hardy a directement contribué à la direction artistique. Le morceau Entrevue Optimiste avec Patrick Poivre d'Arvor a été retiré des plateformes d'écoute après les accusations d'agression sexuelle contre ce dernier.
Depuis la sortie du morceau Le temps est bon, Bon Entendeur remixe aussi des morceaux de musique sans forcément y ajouter des voix. Le groupe dispose également de BE Records, son label de musique indépendant, sur lequel sort deux compilations (001, 002). Ces dernières se distinguent par le fait que les titres sont produits directement par d'autres artistes.
En concert, le groupe est composé d'Arnaud Bonet et Pierre Della Monica : « Le groupe a évolué. Nicolas s’est retiré pour laisser la direction artistique aux mains d’Arnaud et Pierre. Nous sommes devenus un duo sur scène, mais nous restons un trio backstage. » Ainsi, le trio se partage les tâches en laissant Pierre Della Monica et Arnaud Bonet sur scène et Nicolas Boisseleau en tant que régisseur.

## Discographie

### Albums studio
- 2019 : Aller-retour (SNEP :  Platine, 2022)[33]
- 2021 : Minuit (SNEP :  Or, 2023)[33]
- 2024 : Rivages

### Compilations
- 001, BE Records, 2020
- 002, BE Records, 2021

### Mixtapes
Sources
Note : les titres accompagné de « IOA » correspondent aux mixtapes basées sur une interview originale de l'artiste, réalisées par le collectif.
- J'ai manqué mon rendez-vous / Le RDV, DSK, Septembre 2013
- La vie est une prison / La Vie, Depardieu, Octobre 2013
- Personne ne peut te sortir de toi / Le Miracle, Luchini, Novembre 2013
- L'Honneur des Français, De Gaulle, Décembre 2013
- Pour Paris, Romy, Janvier 2014
- Une Aventure, Dujardin, Février 2014
- Le Génie, Gainsbourg, Mars 2014
- Le Prestige, Tautou, Avril 2014
- Le Combattant, Cantona, Mai 2014
- Chanel Cruise, Lagerfeld, Special Mixtape, 2014
- L'Attitude, Cassel, Juin 2014
- L'Amour, Cluzet, Été 2014
- Le Hasard, Tellier, Septembre 2014
- La Jeunesse, Balavoine, Octobre 2014
- La Fierté, Chirac, Novembre 2014
- The Show, Staton, Mixtape Special Disco, 2014
- Charlie, Hiver 2015
- Le Père, Reno, Février 2015
- Chez Vous, Poelvoorde, Mars 2015
- L’Épouillage, Avril 2015
- La Rencontre, Marceau, Mai 2015
- La Fidélité, Lanvin, Été 2015
- L'Optimisme, PPDA, Septembre 2015 (IOA)
- La République, Badinter, Octobre 2015
- Dernier Métro, Deneuve, Hiver 2015
- La Colère, Aznavour, Février 2016
- L'Acteur, Delon, Printemps 2016
- Le Succès, Bardot, Juin 2016
- L'Ouverture, Lindon, Été 2016
- L'Anticonformisme, Astier, Septembre 2016 (IOA)
- L'Ancien, Puccino, Automne 2016 (IOA)
- La Nuit, Bohringer, Hiver 2017 (IOA)
- L'Envie, Brel, Mars 2017
- La Conscience, Rabhi, Printemps 2017
- Ensemble, Sy, Été 2017
- La Passion, Moreau, Septembre 2017
- Le Culot, Coluche, Automne 2017
- L'Espion, OSS 117, Mixtape Bonus, 2017
- L'Humilité, Brassens, Février 2018
- La Volonté, Veil, Printemps 2018
- L'Expérience, Beigbeder, Juillet 2018 (IOA)
- L'Humour, Damiens, Septembre 2018
- Le Rire, Fary, Décembre 2018 (IOA)
- La Séduction, Niney, Février 2019 (IOA)
- Le Comédien, Rochefort, Printemps 2019
- Le Plaisir, Baye, Été 2019 (IOA)
- La Surprise, Belmondo, Septembre 2019
- L'Indépendante, Gardin, Novembre 2019 (IOA)
- Les Valeurs, Darmon, Mars 2019 (IOA)
- Le Voyage, Horn, Printemps 2020 (IOA)
- La Gentillesse, Kateb, Juillet 2020 (IOA)
- L'Original, Baer, Été 2020 (IOA)
- L'Idéalisme, Fleurot, Novembre 2020 (IOA)
- Une Époque, MC Solaar, Janvier 2021 (IOA)
- Les Rencontres, Cottin, Printemps 2021 (IOA)
- Les Souvenirs, Gall, Octobre 2021
- Le Rêveur, D'Ormesson, Hiver 2022
- L'Honnêteté, Agnès b., Printemps 2022
- La Persévérance, Gasly, Été 2022 (IOA)
- Decade Mixtape 70's, 2023
- Decade Mixtape 80's, 2023
- Decade Mixtape 90's, 2023
- Decade Mixtape 2000's, 2024

### Singles
- 2017 : Le temps est bon (vs. Isabelle Pierre) (SNEP :  Platine, 2019)[33]
- 2017 : L'amour, l'amour, l'amour (vs. Mouloudji)
- 2018 : Au pays des merveilles de Juliet (vs. Yves Simon)
- 2018 : Mes amis, Mes copains (vs. Annie Philippe)
- 2018 : Theme for a Dream (vs. Cliff Richard)
- 2018 : White Christmas (vs. Sacha Distel)
- 2019 : Entrevue Séduction (feat. Pierre Niney)
- 2019 : La Rua Madureira (vs. Nino Ferrer)
- 2019 : Viens à Juan-les-Pins (vs. Bob Azzam)
- 2019 : Love is blue (vs. André Popp)
- 2019 : Vive nous (avec Louis Chedid)
- 2020 : À quoi tu joues (vs. Marcel Zanini)
- 2020 : Route Nationale 7 (vs. Charles Trénet)
- 2020 : Sur la voix des Champions (avec We Are Tennis feat. Chris Evert & Martina Navratilova & Yannick Noah & John McEnroe & Mary Pierce)
- 2021 : I Love To Love (vs. Tina Charles)
- 2021 : L'amour dans les volubilis (vs. Marie-Paule Belle)
- 2021 : Alba (feat. Sofiane Pamart)
- 2021 : Nan Ye Li Kan (vs. Mac Gregor)
- 2021 : Le temps de l'amour (vs. Françoise Hardy)
- 2021 : Allo Réseau
- 2022 : Le coup d'Soleil (feat. Emma Peters)
- 2023 : Méditerranée
- 2023 : Disco en Egypte
- 2023 : Rome
- 2024 : Fio Maravilha (vs. Nicoletta)

### Remixes
- 2018 : Brigitte - Sauver ma peau (Bon Entendeur Remix)
- 2020 : Dombrance - Poutou (Bon Entendeur Remix)